# Trachelipus semiproiectus
Trachelipus semiproiectus là một loài chân đều trong họ Trachelipodidae. Loài này được Gui & Tang miêu tả khoa học năm 1996.